# ジェシカ・レイボーン
ジェシカ・レイボーン（Jessica Rabone、1985年6月11日 - ）はダンサー。ロサンゼルスを拠点に国内外で活動するダンサー、モデル、振付師。神奈川県出身で、アメリカ合衆国ロサンゼルス在住。血液型はA型。ベッキーは実姉。女優・振付師のエリザベス・マリーは従姉妹。

## 略歴
17歳でダンスを始め、2006年、21歳の時にプロのダンサー単身渡米。エージェントに所属しアーティストビザを取得。EVE、P!NK、ケイティ・ペリー、T-ペイン, ポーラ・アブドゥルなど、数々のアーティストのバックダンサーをはじめ、全米大人気オーディション番組、"America's Got Talent"で上位入りした、"TEAM iLuminate"のオリジナルメンバーとして全米/世界ツアー公演に参加。
世界最大のストリートダンスバトルコンテスト「JUSTE DEBOUT NYC 2013」で優勝。YouTubeの再生回数は200万回を超え、日本人女性初のアメリカ代表として世界大会に出場。また、全米の超人気オーディション番組「SO YOU THINK YOU CAN DANCE」でファイナリストまで残り話題となり、その後約半年間全米、カナダツアーに参加。
2022年3月13日、自身のInstagramにて、第1子を妊娠したことを発表した。同年8月、第1子長男出産。
2023年9月27日、自身のInstagramにて、第2子妊娠を発表した。
ダンサー以外にも人気ブランドの広告キャンペーン、テレビ出演など、ロサンゼルスを拠点に多方面で活動中。

## 人物

### 日本でのデビュー
2017年3月に日本でCMデビュー。
日本のタレントであるベッキーの妹として知られており、2人揃ってフリマアプリ「メルカリ」のCMに出演。CMはほぼアドリブで演じ、その模様が東京ガールズコレクション (TGC) でお披露目された。自身のInstagramに姉妹の2ショット写真を公開し、「美人姉妹」「そっくり」などと話題になった。2017年10月にはブログで三代目JSoul Brothers from EXILE TRIBEのボーカリスト・登坂広臣のソロ・プロジェクト第2弾「DIAMOND SUNSET」のパフォーマンスバージョンのミュージックビデオ「DIAMOND SUNSET〜the LA movement〜」に出演していることを報告。撮影の様子を捉えたオフショットやセルフィーを掲載している。
日本では時折ダンスのワークショップを開催。

### 専門サイトでのコラム
ダンス情報を扱うサイト「ダンスファクト」にはコラムも掲載。時間に追われるツアーでは不規則な生活の中でも規則正しい生活を心がけている。どんなに疲れていてもステージに上がるとスイッチが入り、笑顔と勢いだけはだれにも負けない自信がある。LAにあるハリウッド・ボウルに友人に誘われて「ショーを見に行こう」と誘われるが、アーティストとしてステージに立つまではその場に行かないと決めており、ツアーでハリウッド・ボウルを訪れた際「夢は叶うんだ」としみじみと語っている。ツアー中の楽しみのひとつとして、現地の観光や料理を堪能することが休日の過ごし方だと語っている。LAに居て一番楽しいことは社交ダンスの練習をすること。世界チャンピオンのクラスで学び、ダンスのパートナーと一緒に練習している。

### 逸話
社交ダンス大会への準備として自作したドレスを披露。踊りやすさを考慮し、くるぶしあたりまであったロング丈を切り、膝上のミニタイプに変更。踊りやすくなったことで大会では思い切ったダンスを披露し、チャンピオンシップで優勝、スコラシップが2位という結果を打ち出した。

### 趣味
趣味はダンス、HAPPY DENIM、料理。他にも裁縫が得意。「高いなと思ったら自分で作る」と言うほどで、特に生地屋に行くと長居する。絵柄を見てなにを作ろうかと考え、友人にプレゼントした時の反応が気になるという。

## 出演

### CM
- ミニッツメイド「1日分のマルチビタミン」『SUPER! FRUITS! START!』篇（2017年9月）
- メルカリ『メルカリ17年秋 メルカリ生活 リビング篇』『メルカリ17年秋 メルカリ生活 ファッション篇』（2017年）

### MV
- The Chemical Brothers「Got to Keep On」（2019年） - アルバム「No Geography」収録曲

## 受賞
- JUSTE DEBOUT NYC 2013 - 優勝
- SO YOU THINK YOU CAN DANCE - ファイナリスト